# حجل تايواني
حجل تايواني (الإسم العلمي:Arborophila crudigularis)، هو نوع من الطيور يتبع جنس حجلان التلال من أسرة الحجلاوات ضمن فصيلة التدرجية من رتبة الدجاجيات.